# キイロケアリ
キイロケアリ(Lasius flavus)は、中央ヨーロッパで最も一般的なアリの1つであり、アジア、北アフリカ、北東アメリカにも生息する。
女王アリの体長は7から9mm、オスの体長は3から4mm、働きアリの体長は2から4mmである。色は黄色から茶色であり、女王アリとオスは若干色が暗い。
この種は主に草地、特に芝生の地下に生息する。巣は完全に草に覆われるが、小さな塚を作ることもある。また、大きな岩やコンクリートの下に巣を作ることもある。
キイロケアリは、巣の中で育てるアブラムシからの蜜を食べ、冬季にはアブラムシ自体を食べる。その食性のため、この種はほとんど人目に触れることはないが、巣の外で食糧を探し回る時には見ることができる。
羽アリは、7月から8月の暖かい日の夕方に、働きアリが若い羽アリを巣の外で押す姿を稀に見ることができる。複数の女王アリによってコロニーが作られる場合もある。その場合、女王アリ同士の戦いが起こり、1匹の女王アリだけが残る。